# Писидика
Писидика (Пейсидика; др.-греч. Πεισιδίκη; букв. «убеждающая в правде» или «повинующаяся правде», от πείθω, «убеждать/повиноваться», и δίκη, «правда, справедливость») — героиня древнегреческой мифологии, дочь Эола и Энареты. Вышла замуж за Мирмидона и родила Антифа и Актора.